# Diocese de Mackenzie-Fort Smith
A Diocese de Mackenzie-Fort Smith (Dioecesis Mackenziensis-Arcis Smith) é uma diocese localizada na cidade de Fort Smith nos Territórios do Noroeste, pertencente a Arquidiocese de Grouard-McLennan no Canadá. Foi fundada em 1901 pelo Papa Leão XIII. Inicialmente foi fundada como sendo Vicariato Apostólico de Mackenzie, sendo elevado a condição de diocese em 1967. Com uma população católica de 27.133 habitantes, sendo 49,8% da população total, possui 7 paróquias com dados de 2018.

## História
Em 3 de julho de 1901 o Papa Leão XIII extingue o Vicariato Apostólico de Athabaska Mackenzie dando origem  a dois vicariatos, o Vicariato Apostólico de Athabaska e o Vicariato Apostólico de Mackenzie.  Em 1908 o vicariato perde território para a criação da Prefeitura Apostólica de Yukon-Prince Rupert. Em 1967 o Vicariato Apostólico de Mackenzie é elevada à condição de diocese, tendo seu nome alterado para Diocese de Mackenzie-Fort Smith. Em 1979 a diocese perde território para a Diocese de Saint Paul.

## Lista de bispos
A seguir uma lista de bispos desde a criação do vicariato em 1901, em 1967 é elevada à condição de diocese.
|                                   | Nome                                        | Período      | Notas                                |
| Bispos                            | Bispos                                      | Bispos       | Bispos                               |
| --------------------------------- | ------------------------------------------- | ------------ | ------------------------------------ |
| 5º                                | Jon Paul Christian Hansen, C.Ss.R.          | 2017 - atual |                                      |
| 4º                                | Mark Hagemoen                               | 2013 - 2017  | Noemado bispo de Saskatoon           |
| 3º                                | Murray Chatlain                             | 2008 - 2012  | Nomeado arcebispo de Keewatin-Le Pas |
| 2º                                | Denis Croteau, O.M.I.                       | 1986 - 2008  |                                      |
| 1º                                | Paul Piché, O.M.I.                          | 1967 - 1986  |                                      |
| Vigários Apostólicos de Mackenzie |                                             |              |                                      |
| 3º                                | Paul Piché, O.M.I.                          | 1959 - 1967  |                                      |
| 2º                                | Joseph-Maria Trocellier, O.M.I.             | 1943 - 1958  | Faleceu no cargo                     |
| 1º                                | Gabriel-Joseph-Elie Breynat, O.M.I.         | 1901 - 1943  |                                      |
| Bispos coadjutores                |                                             |              |                                      |
| 3º                                | Murray Chatlain                             | 2007 - 2008  |                                      |
| 2º                                | Joseph-Marie Trocellier, O.M.I.             | 1941 - 1943  | Como vigário apostólico coadjutor    |
| 1º                                | Pierre-Armand-Albert-Lucien Fallaiz, O.M.I. | 1931 - 1939  | Como vigário apostólico coadjutor    |